# Liste der Monuments historiques in Anoux
Die Liste der Monuments historiques in Anoux führt die Monuments historiques in der französischen Gemeinde Anoux auf.

## Liste der Objekte
| Bezeichnung                | Beschreibung                                                                                   | Standort                        | Kennzeichnung | Schutzstatus | Datum | Bild |
| -------------------------- | ---------------------------------------------------------------------------------------------- | ------------------------------- | ------------- | ------------ | ----- | ---- |
| Hauptaltar                 | Altartisch und Tabernakel; Eichenholz, farbig gefasst und vergoldet, Ende des 18. Jahrhunderts | in der Kirche St-Paulin (Lage)  | PM54001049    | Classé       | 1991  |      |
| Skulptur Heiliger Paulinus | Kalkstein, 15. Jahrhundert, Farbfassung des 19. Jahrhunderts                                   | in der Kirche St-Paulin (Lage)  | PM54001055    | Classé       | 1991  |      |
| Skulptur Heilige Barbara   | Kalkstein, farbig gefasst, Ende des 15. Jahrhunderts                                           | in der Kapelle Ste-Barbe (Lage) | PM54001353    | Inscrit      | 1989  |      |